# 中國新相親
中国新相亲是中華人民共和國相亲节目，它由中华人民共和国东方卫视制作并播出，其前身为2016年12月24日開始於每周六晚上20:30首次播出的中国式相亲，由金星主持。2017年2月25日第一季結束。2018年1月，更名為中國新相親，第一季由陈辰主持，张国立担任嘉宾主持。第二季陈辰因怀孕生子仅录制一期便退出，由程雷接任节目主持人。第四季起张国立不再担任嘉宾主持，取而代之的是观察员演员张萌及脱口秀演员思文。2021年4月18日，程雷因参加曾两度因经济犯罪入狱的富商周正毅在上海万达瑞华酒店举办六十大寿寿宴，上海广播电视台对其进行了停职处理，录制而未播出的集数以及往期回放全部销毁。百克力接任程雷成为现任节目主持人。